# Lippinghausen
Lippinghausen is een plaats in het midden van de Duitse gemeente Hiddenhausen, deelstaat Noordrijn-Westfalen, en telt 2.569 inwoners (28 februari 2021).
In 1969 kwam de fusiegemeente Hiddenhausen tot stand. Vanwege de centrale ligging van het dorp, werd toen besloten, in Lippinghausen de zetel van het gemeentebestuur te vestigen en hier het gemeentehuis van Hiddenhausen te bouwen. Hierna werden bij het raadhuis ook een nieuwe basisschool, bibliotheek, apotheek en Haus der Bürger (een soort klein stadskantoor) gebouwd.
Ten oosten van het dorp ligt een van de weinige stukken bos in de gemeente.

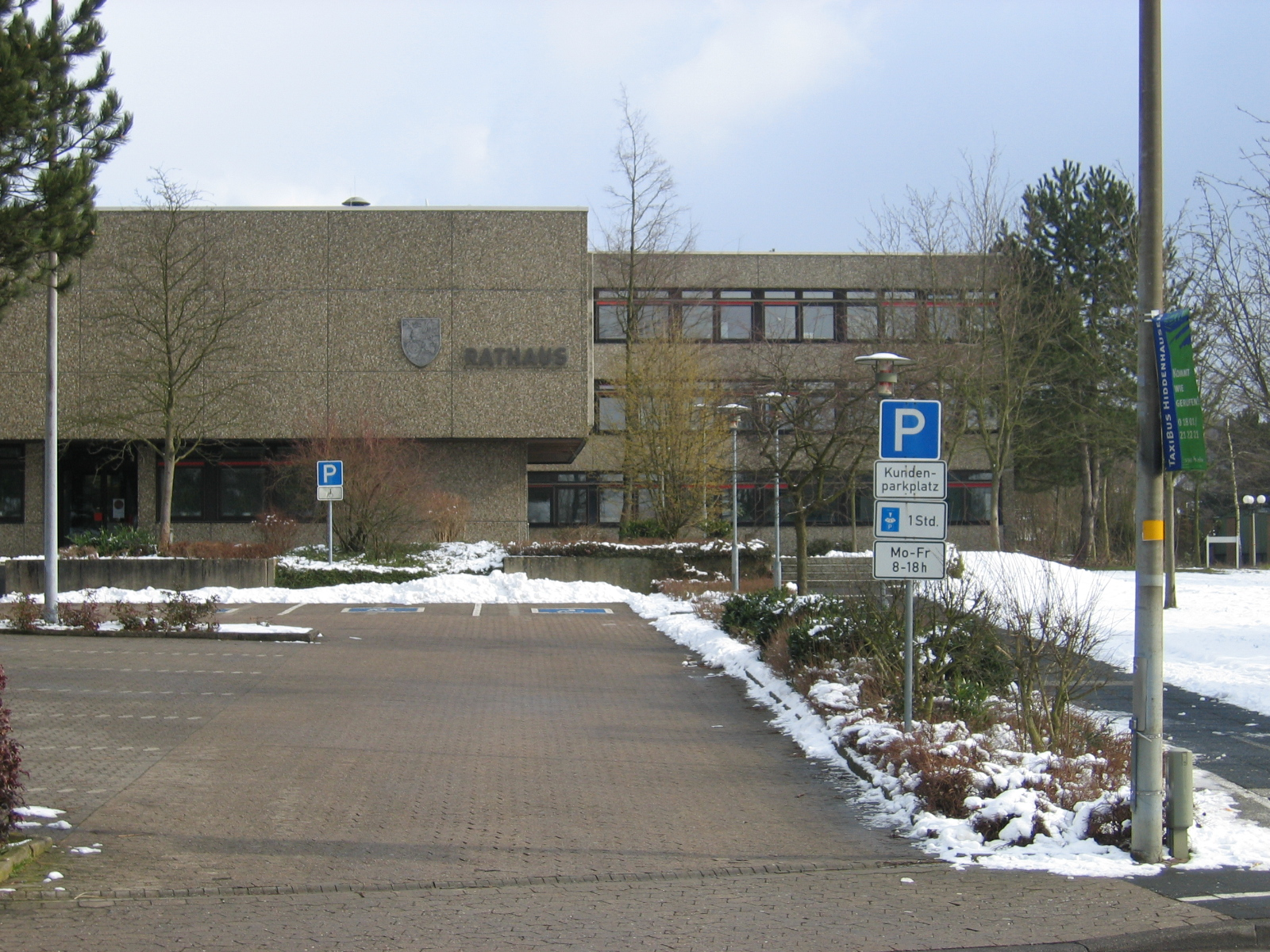
raadhuis

Zie verder onder Hiddenhausen.